# 卓泽渊
卓泽渊（1963年2月—），男，重庆长寿人，中华人民共和国法学家，现任中共中央党校（国家行政学院）副教育长，中国法学会副会长。曾被评为第二届全国十大杰出中青年法学家。